# Дервенски папирус
Дервенски папирус је древни папирусни свитак пронађен 1962. године. Садржи филозофску расправу која је алегоријски коментар једне орфичке песме, теогоније рођења богова, настала у кругу филозофа Анаксагоре . Свитак датира из око 340. године пре нове ере, током владавине Филипа II Македонског, што га чини најстаријим сачуваним рукописом у Европи. Сама песма је настала крајем 5. века пре нове ере  и „на пољу грчке религије, софистички покрет, рана филозофија и порекло књижевне критике је несумњиво најважније текстуално откриће 20. века [4] Након неколико привремена издања и превода, рукопис је у целини коначно објављен 2006. године.

## Археолошки музеј у Солуну
Свитак је пронађен 15. јануара 1962. године на локацији у Дервенима, у Македонији, северна Грчка, на путу од Солуна до Кавале. Локалитет је племићка гробница у некрополи која је била део богатог гробља које је припадало древном граду Лете. То је најстарији сачувани рукопис у западној традицији и једини познати антички папирус пронађен у Грчкој. То је вероватно најстарији сачувани папирус написан на грчком, без обзира на његово порекло. Археолози Петрос Темелис и Марија Сиганиду пронашли су горње делове свитка папируса на угљену и делове пепела на врху надгробних споменика; доњи делови су изгорели у погребној ломачи. Свитак је пажљиво одмотан и фрагменти су спојени у 26 колона текста. Преживео је у влажном грчком тлу, које је неповољно за очување папируса јер је карбонизовано (дакле сушено) у племићкој хумци .  Међутим, то је отежавало читање јер је мастило било црно, а позадина црна; поред тога, опстао је у виду 266 фрагмената, који су сачувани испод стакла у опадајућем редоследу величине, и морали су да буду мукотрпно реконструисани. Много мањи фрагменти још нису постављени. Папирус се чува у Археолошком музеју у Солуну.